# Política da Polónia
A política da Polônia caracteriza-se pela normalidade legislativa. A Polônia é uma república semipresidencialista pluripartidária na qual o primeiro-ministro é o chefe de governo. O poder executivo é exercido pelo governo, enquanto que o poder legislativo incumbe ao governo e às duas câmaras do parlamento: o Senado e o Sejm. O poder judiciário é independente dos demais poderes.
O governo é constituído de um conselho de ministros chefiado pelo primeiro-ministro. Seus membros costumam ser escolhidos dentre os integrantes de uma coalizão de maioria na câmara baixa do Parlamento, embora haja exceções a esta regra. A formação do governo é anunciada pelo presidente e deve ser aprovada pela câmara baixa por meio de uma moção de confiança.
O poder Legislativo é exercido pelo governo e pelas duas câmaras do Parlamento: a câmara baixa (Sejm, com 460 cadeiras) e o Senado (100 cadeiras). Os membros do Parlamento são eleitos por representação proporcional, desde que ultrapassem uma cláusula de barreira (exceto pelas agremiações de minoria étnica, os partidos devem receber pelo menos 5% dos votos nacionais para eleger deputados). As eleições parlamentares ocorrem pelo menos a cada quatro anos, por voto direto.
Afora o poder de vetar leis aprovadas pelo Parlamento, o presidente desempenha um papel de mera representação. As eleições presidenciais ocorrem a cada cinco anos, por voto direto.
O poder Judiciário participa pouco da política, exceto pelo Tribunal Constitucional, que pode anular leis que violem as liberdades garantidas na constituição.
O sistema político é definido pela constituição da Polônia, que também contém direitos e garantias individuais.

## Galeria

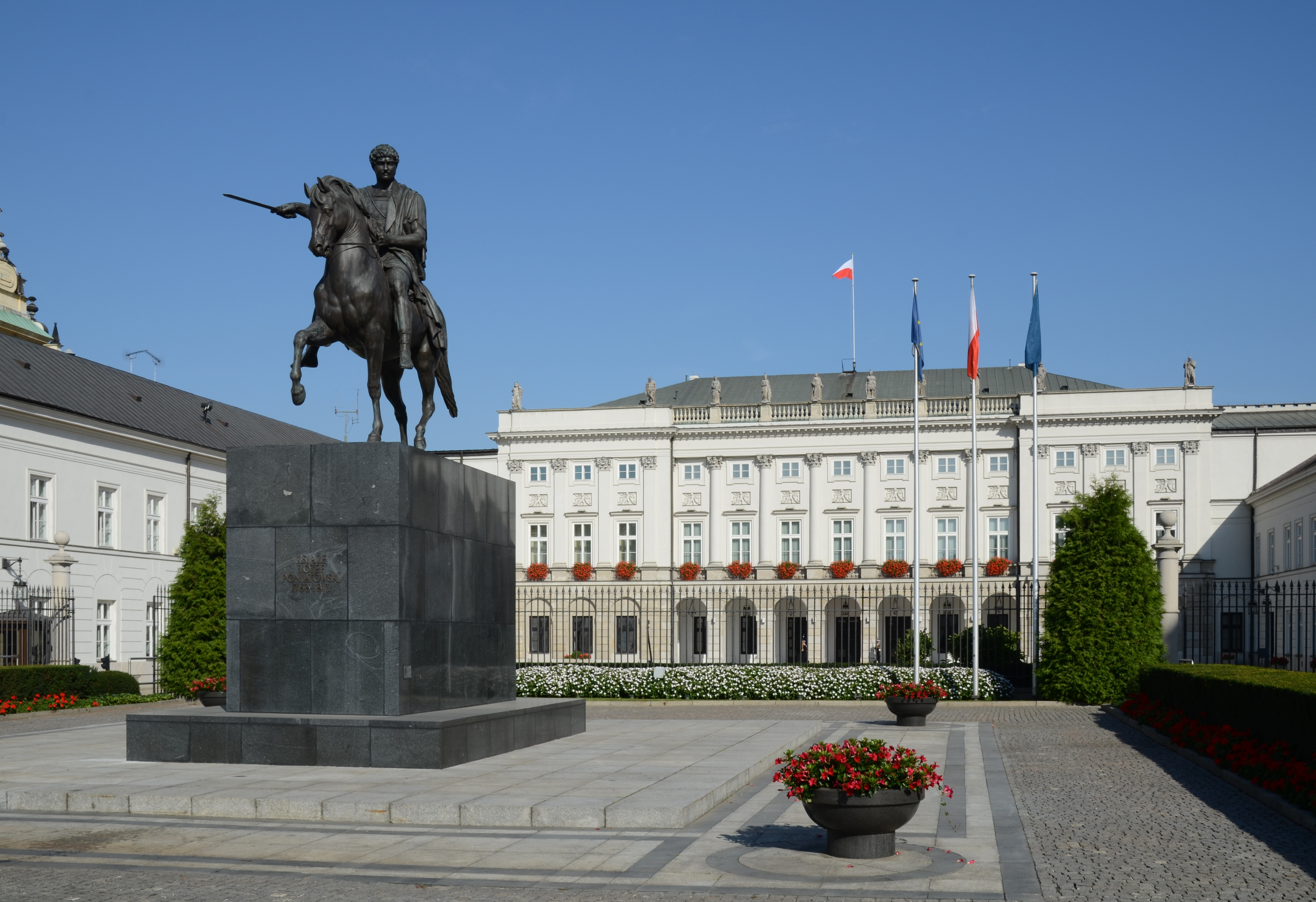
Palácio Presidencial.
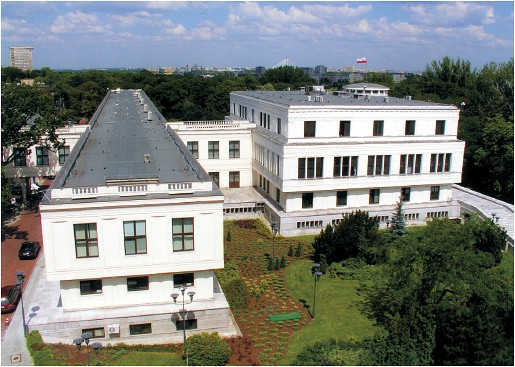
Senado da Polónia em Varsóvia.
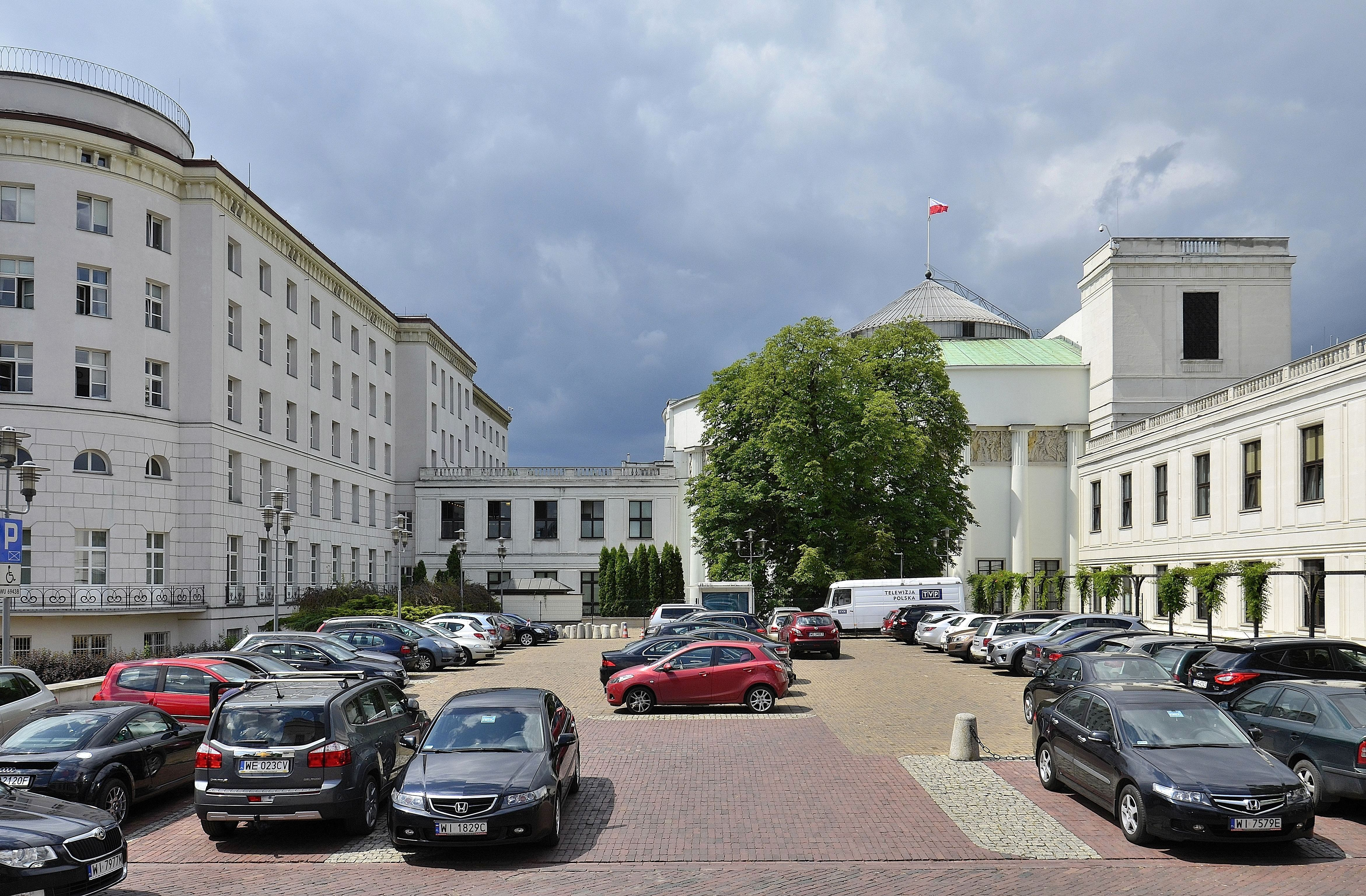
Sejm, a câmara baixa.
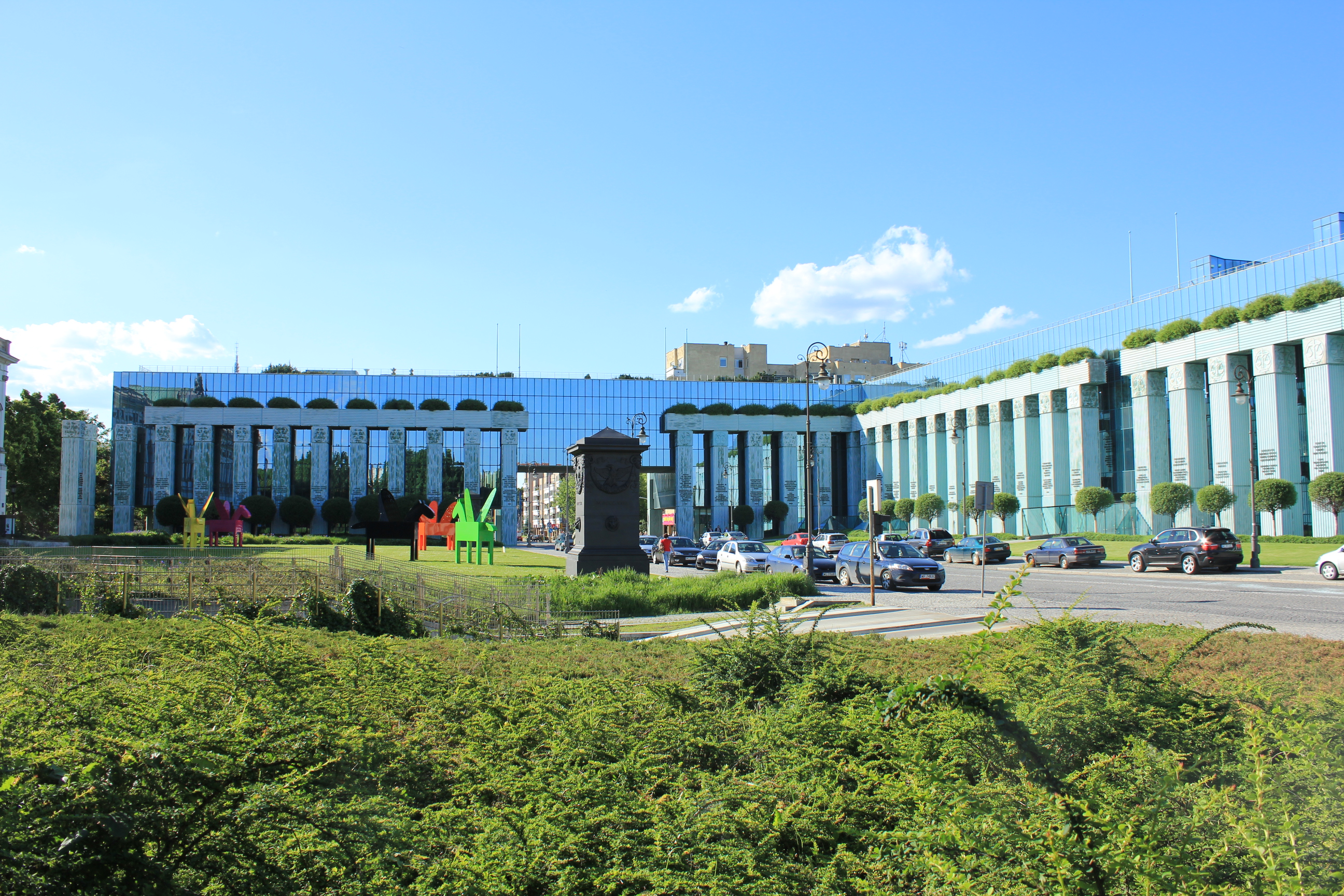
Suprema Corte da Polónia.